# Date rape
Date rape ("estupro em encontro", em tradução livre) é uma forma de estupro cometido por alguém conhecido e de violência em relacionamentos. As duas expressões são frequentemente utilizadas de forma intercambiável, mas "date rape" refere-se especificamente a um estupro em que houve algum tipo de relacionamento romântico ou potencialmente sexual entre as partes. O estupro cometido por alguém conhecido abrange ainda os casos em que a vítima e o agressor mantiveram uma relação não romântica e não sexual – por exemplo, como colegas de trabalho ou vizinhos.

## Visão geral
Desde a década de 1980, o "date rape" constitui a maioria dos estupros em alguns países. É especialmente comum em campi universitários e ocorre tanto em situações de consumo de álcool quanto quando são administradas à vítima drogas específicas com o objetivo de facilitar o estupro. A faixa etária mais afetada situa-se entre o final da adolescência e o início dos vinte anos. Uma característica do "date rape" é que, na maioria dos casos, a vítima é do sexo feminino, conhece o agressor, e o estupro ocorre no contexto de um relacionamento romântico ou sexual – atual, potencial ou encerrado. O agressor pode usar intimidação física ou psicológica para forçar a vítima a ter relações sexuais contra sua vontade, ou manter relações com alguém incapaz de consentir (por exemplo, em razão de intoxicação por álcool ou outra droga). Segundo o Bureau of Justice Statistics dos Estados Unidos, os estupros neste contexto estão entre as formas mais comuns de estupro. Esse tipo de estupro ocorre com frequência entre estudantes universitários, tanto em situações de consumo de álcool quanto quando são administradas à vítima drogas específicas com o intuito de facilitar o ato, afetando sobretudo mulheres entre 16 e 24 anos.
Historicamente, o "date rape" costuma ser considerado menos grave que o estupro cometido por um desconhecido. Desde a década de 1980, esse tipo de estupro passou a representar a maioria dos casos em alguns países, sendo visto como um problema relacionado à atitude da sociedade em relação às mulheres e à violência contra as mulheres. Há controvérsia: enquanto alguns afirmam que o problema é exagerado e que muitas vítimas participam voluntariamente, outros sustentam que o "date rape" é gravemente subnotificado e que quase todas as mulheres que relatam essa violência foram efetivamente estupradas.

## História
A partir das últimas décadas do século XX, em boa parte do mundo, o estupro passou a ser considerado como intercurso sexual (incluindo penetração anal ou oral) sem o consentimento imediato da pessoa, tornando-se ilegal mesmo entre indivíduos que se conhecem ou que já tiveram relações sexuais consensuais. Algumas jurisdições afirmam que pessoas debilitadas pelo consumo de álcool ou por outras drogas não podem consentir para o sexo. Os tribunais divergem quanto à possibilidade de o consentimento, uma vez dado, ser posteriormente retirado. "As definições culturais e legais de estupro são sempre moldadas pelas relações e pelo status dos envolvidos, premissa que se mantém tanto historicamente quanto transculturalmente." Muitas sociedades avaliam a gravidade de um estupro com base na relação entre agressor e vítima, e um ataque cometido por um desconhecido tende a ser considerado um "verdadeiro estupro" em comparação ao cometido por alguém conhecido, o que faz com que muitos estupros ocorridos em encontros sejam vistos como menos graves, especialmente quando há um relacionamento sexual prévio ou atual.

## Uso do termo
A primeira aparição do termo "date rape" em um livro ocorreu em 1975, em Against Our Will: Men, Women and Rape, da jornalista e ativista Susan Brownmiller. A expressão apareceu em alguns jornais e artigos acadêmicos anteriores, embora de forma limitada. A advogada Ann Olivarius ajudou a popularizá-lo em uma série de palestras na Universidade de Yale, enquanto ainda era estudante, para descrever o estrangulamento e estupro de uma mulher por um renomado gerontologista na Califórnia, Dr. Calvin Hirsch, com apoio do departamento de polícia de Yale. Em 1980, o termo foi utilizado pela revista Mademoiselle; em 1982, a revista Ms. publicou "Date Rape: A Campus Epidemic?"; e, em 1984, o romancista inglês Martin Amis empregou o termo em seu romance Money: A Suicide Note. Uma das primeiras pesquisadoras a estudar o tema foi Mary P. Koss, que, em 1987, realizou o primeiro estudo nacional em larga escala sobre estupro nos EUA, entrevistando 7.000 estudantes em 25 escolas; por vezes, ela é creditada pela criação do termo.

## Prevalência
O conceito de "date rape" originou-se nos Estados Unidos, onde a maior parte da pesquisa foi realizada. Uma em cada cinco adolescentes é vítima desse tipo de violência. A prevalência de estupro entre mulheres nos EUA situa-se entre 15% e 20%, embora os estudos variem. Um estudo de 1987 constatou que uma em cada quatro mulheres americanas será vítima de estupro ou tentativa de estupro ao longo da vida, sendo que 84% delas conhecerão o agressor. Contudo, apenas 27% das mulheres cujas agressões se enquadram na definição legal se consideram vítimas, e cerca de 5% denunciam o estupro. Um estudo sobre estupro em campi universitários apontou que 13% dos estupros cometidos por alguém conhecido e 35% das tentativas ocorreram durante encontros, além de 22% das vítimas terem sido agredidas por parceiros atuais ou anteriores e 20% por cônjuges ou ex-cônjuges. Um estudo de 2007 constatou que estudantes negros não hispânicos têm maior probabilidade de serem vítimas, seguidos por estudantes hispânicos e, por fim, estudantes brancos não hispânicos.
As taxas de "date rape" são relativamente baixas na Europa em comparação aos EUA. No Japão, a taxa de estupros denunciados é muito menor. Em 1993, o sociólogo Joachim Kersten sugeriu que o "date rape" pode ser menos prevalente no Japão devido à menor ênfase da cultura japonesa no amor romântico e no namoro, além da menor privacidade física dos jovens em comparação aos americanos, Em seu livro de 2007, Kickboxing Geishas: How Modern Japanese Women Are Changing Their Nation, Veronica Chambers questiona se o "date rape" não seria subnotificado no Japão por ainda não ser entendido como estupro; e, em 2011, a feminista japonesa Masaki Matsuda argumentou que o problema estava crescendo entre estudantes do ensino médio e universitários. Um estudo de 2007 na Coreia do Sul revelou que o "date rape" era "raramente reconhecido" como forma de estupro, e que o sexo forçado por um parceiro de encontro não era considerado traumático ou criminoso. No Vietnã, o "date rape" é geralmente subnotificado. Em 2012, 98% dos estupros denunciados na Índia foram cometidos por alguém conhecido da vítima.

## Vítimas
A pesquisadora Mary Koss afirma que a faixa etária mais afetada para estupro em encontros situa-se entre o final da adolescência e o início dos vinte anos. Apesar de o "date rape" ser uma experiência dolorosa, destrutiva e transformadora, pesquisas realizadas por Mufson e Kranz demonstraram que a falta de apoio resulta em uma recuperação fragmentada, levando as vítimas a não relatarem o ocorrido – especialmente se já sofreram violência cometida por alguém conhecido ou em encontros –, devido a sentimentos de autodepreciação e culpa.
Entretanto, há diversos contextos em que as vítimas conseguem buscar ajuda ou denunciar o abuso – seja para evitar que outras pessoas sejam estupradas ou por conta do apoio de pessoas próximas, inclusive em situações envolvendo álcool, em que a vítima pode relatar o ocorrido.

### Vítimas de grupos minoritários
A maior parte das pesquisas sobre agressão sexual foi realizada com mulheres brancas de classe média. Entretanto, a incidência de "date rape" e de estupro cometido por alguém conhecido é maior entre jovens negros e hispânicos, que possuem fatores de risco específicos.

## Efeitos
O "date rape" afeta as vítimas de forma semelhante ao estupro cometido por desconhecidos, embora a dificuldade de reconhecimento e a minimização do abuso tornem a recuperação mais complicada. Crimes de estupro são frequentemente cometidos por pessoas em quem as vítimas confiam e conhecem há muito tempo, mas certos estereótipos tendem a justificar o ato e a culpar as vítimas, sobretudo quando se enfatiza a forma de se vestir ou um suposto comportamento sedutor. Um dos principais desafios na atribuição de responsabilidade em casos de "date rape" é que, quanto mais próxima a relação entre vítima e agressor, maior a probabilidade de o ato ser considerado consensual, mesmo que não seja.

## Agressores e motivações
Um estudo seminal de 2002 sobre agressores de "date rape" em Boston constatou que, em comparação com não estupradores, esses indivíduos demonstram maior hostilidade em relação às mulheres, são motivados pelo desejo de dominá-las e controlá-las, e apresentam traços como impulsividade, desinibição, comportamento antissocial, hipermasculinidade e menor empatia. O estudo apontou que os agressores são hábeis em identificar vítimas potenciais, testando limites, planejando ataques e utilizando violência e estratégias psicológicas (como manipulação, controle e ameaças) para intimidar e coagir. Os estupradores em encontros direcionam-se a vítimas vulneráveis – como calouras com pouca experiência no consumo de álcool ou pessoas já intoxicadas –, utilizando o álcool como ferramenta, o que torna a vítima mais suscetível e prejudica sua credibilidade perante o sistema de justiça. O psicólogo clínico David Lisak afirma que estupradores em série respondem por 90% dos estupros em campi, com uma média de seis estupros cada, contrariando a ideia de que tais crimes seriam cometidos por jovens "decentes" afetados apenas pelo consumo excessivo de álcool ou pela falta de comunicação.

## Consequências para as vítimas
Apenas 27% das mulheres americanas vítimas de estupro se reconhecem como tais, e cerca de 5% registram queixa. Além disso, 35% das tentativas de estupro entre pessoas conhecidas ocorrem durante encontros, 22% das vítimas são agredidas por parceiros atuais ou anteriores, e 20% por cônjuges ou ex-cônjuges. Quanto mais estabelecido o relacionamento, menor a tendência de o ato ser classificado como estupro. O estupro em encontros é tão violento quanto outras formas de estupro, mas costuma ser considerado menos legítimo, com as vítimas recebendo menos apoio – o que dificulta a recuperação, pois elas tendem a ocultar a agressão por vergonha e culpa, sendo que fatores como intoxicação, uso de drogas, comportamento sedutor ou vestimenta são apontados para culpar a vítima.

## Tratamento penal
O tratamento penal dos estupros cometidos por desconhecidos é geralmente mais rigoroso do que o dos ocorridos em encontros, mesmo quando há evidências físicas que comprovem a ausência de consentimento da vítima. Fatores que tendem a favorecer um veredicto de inocência incluem o uso de contraceptivos pela vítima, sua atividade sexual, modo de se vestir e consumo de substâncias psicoativas. Um estudo de 1982 constatou que os júris tendem a culpar a vítima quando esta está intoxicada, enquanto um agressor sob efeito do álcool é considerado menos responsável. No "date rape", a agressão ocorre em um contexto típico de encontro, o que torna os julgamentos permeados por preocupações sociais – como papéis de gênero, sexualidade e aparência – e obriga a vítima a descrever detalhes do abuso em tribunal, muitas vezes em ambiente hostil. As crenças dos jurados e a aceitação de mitos sobre estupro podem influenciar significativamente suas decisões, com estudos demonstrando que se atribui maior culpa à vítima se esta estiver intoxicada, e menor se o agressor estiver sob efeito do álcool.
Alguns críticos do termo "date rape" afirmam que a distinção entre estupro cometido por desconhecidos e "date rape" posiciona este último como um delito menos grave, o que pode ser ofensivo para as vítimas e explicar menores taxas de condenação e punições mais brandas.

## Prevenção
David Lisak argumenta que os esforços preventivos destinados a convencer os homens a não cometer estupro têm eficácia limitada; as universidades deveriam concentrar-se em ajudar pessoas não estupradoras a identificar agressores e intervir em situações de alto risco. Sempre que ocorre uma denúncia de agressão sexual cometida por alguém conhecido, há a oportunidade de as autoridades investigarem o suposto agressor para verificar se se trata de um infrator em série. Lisak defende que as vítimas devem ser tratadas com respeito e que cada denúncia deve desencadear investigações sobre o incidente e sobre o agressor, a fim de identificar possíveis padrões de violência. Programas educativos têm sido implementados para prevenir e aumentar a conscientização sobre o estupro, mas seu impacto tende a ser limitado, pois combinam orientações gerais sobre prevenção de assédio com dicas de sobrevivência e avaliação de riscos, sem enfatizar aspectos específicos do "date rape". Programas futuros devem focar no engajamento dos homens, criando espaços para discussão e possibilitando o reconhecimento de crenças tendenciosas e mitos sobre comportamentos sexuais que podem levar ao assédio.

## Na mídia e na cultura popular
O "date rape" foi amplamente discutido em campi universitários na América do Norte durante os anos 1980, mas ganhou atenção significativa da mídia em 1991, quando uma mulher de 29 anos acusou William Kennedy Smith de estuprá-la em uma praia na Flórida, após se encontrarem em um bar – caso acompanhado por milhões de telespectadores. No mesmo ano, Katie Koestner revelou publicamente sua experiência, aparecendo na capa da revista Time, participando de programas como Larry King Live e The Oprah Winfrey Show, contribuindo para humanizar as vítimas e popularizar o termo. Em 1993, Koestner participou de um especial da HBO intitulado No Visible Bruises: The Katie Koestner Story, parte da série Lifestories: Families in Crisis. O "date rape" ganhou destaque em 1992, quando o ex-boxeador Mike Tyson foi condenado por estupro após convidar Desiree Washington, de 18 anos, para uma festa e depois estuprá-la em seu quarto de hotel.

## Controvérsias
Em seu livro de 1994, The Morning After: Sex, Fear, and Feminism, a autora Katie Roiphe relatou sua experiência em Harvard e Princeton no final dos anos 1980 e início dos anos 1990, em meio ao que chamou de "cultura cativada pela vitimização", argumentando que, se o "julgamento está comprometido" e a mulher mantém relações sexuais, nem sempre a culpa recai exclusivamente sobre o homem – não se trata necessariamente de estupro. Em 2007, a jornalista Laura Sessions Stepp escreveu um artigo para a revista Cosmopolitan intitulado "A New Kind of Date Rape", popularizando o termo "gray rape" para designar "um sexo que se situa entre o consentimento e a negação". Esse termo foi posteriormente debatido por veículos como The New York Times, Slate e pela PBS, sendo criticado por muitas feministas – inclusive por Lisa Jervis, fundadora da revista Bitch –, que afirmaram que "gray rape" e "date rape" são a mesma coisa, e que a popularização do termo "gray rape" representa uma reação contra o empoderamento sexual feminino, podendo reverter os avanços obtidos para que o estupro seja levado a sério.